# 慶寿院鎮永尼
慶寿院鎮永尼（けいじゅいん ちんえいに、明応2年（1493年） - 元亀2年2月18日（1571年3月13日））は、戦国時代の女性。本願寺第9世実如の法嗣・円如の室で、第10世証如の母。願証寺住持蓮淳の四女。実名は不詳。法名は初め融誓。従二位。

## 生涯
願証寺・顕証寺住持蓮淳の四女として生まれ、のちに本願寺第9世実如の子・円如と結婚した。蓮淳は実如の同母弟なので、いとこ同士の結婚である。証如と女子（本泉寺実教兼興室）を産む。夫・円如は33歳で父に先立って死去し、時に29歳の妻は薙髪し、融誓と称した。大永5年（1525年）に実如が死去し、10歳になる証如が第10世宗主となり、外祖父の蓮淳が後見にあたった。
天文元年（1532年）、細川晴元・六角定頼・法華一揆らは山科本願寺を攻撃し、これを焼き討ちにした（天文の錯乱）。証如は山科本願寺を追われ、大坂御坊を大坂本願寺として新たな教団の本拠地とした。この乱の後、証如は朝廷・幕府との関係修復に努め、本願寺の体制強化を進めた。
天文8年（1539年）、朝廷より『栄華物語』を贈られる。翌天文9年（1540年）、青蓮院尊鎮法親王より一字を授かって鎮永の法名と、慶寿院の院号を受ける。天文19年（1550年）、父・蓮淳が没する。
天文23（1554年）8月、証如が39歳にて死去。本願寺は12歳の孫・顕如が継承する。証如は死に際し、顕如に慶寿院を頼るよう言い残した。
慶寿院は加賀一向一揆を巡る越前朝倉氏との関係悪化を憂慮し、交渉して弘治2年（1556年）に和平を成立させた。また本願寺の財力を背景に朝廷を援助し、弘治3年（1557年）の正親町天皇の践祚に際しては即位式のために資金を献上した。
こうしたことから、永禄2年（1559年）に顕如は門跡に列せられ、翌永禄3年（1560年）5月に、慶寿院は朝廷より従二位に叙せられた。
元亀2年（1571年）に死去した。享年79。